# 蒂姆·福特
蒂姆·福特（英語：Tim Ford，？—），澳大利亚男子游泳运动员，主攻中长距离自由泳。他曾代表澳大利亚参加1982年英联邦运动会游泳比赛，获得男子1500米自由泳银牌。